# تي دبليو. بوهم
تي دبليو. بوهم (بالإنجليزية: T. W. Boehm)‏ هو مدرس أسترالي، ولد في 18 أكتوبر 1836، وتوفي في 1917 في Warracknabeal ‏ في أستراليا.